# Lahoma (film)
Pour plus de détails, voir Fiche technique et Distribution.
Lahoma est un film américain réalisé par Edgar Lewis, sorti en 1920.

## Synopsis
En Oklahoma, la bandit au grand cœur Brick Willock sauve la petite Lahoma Gledware et son père Henry d'une mort certaine. À cette occasion il tue Kansas Kimball, le frère du chef de la bande de hors-la-loi Red Kimball, qui jure vengeance contre Brick. Brick renonce à sa vie de criminel et, Gledware s'étant marié à une princesse indienne, recueille la jeune fille et l'élève à l'aide de son voisin Bill Atkins.
Des années plus tard, Will Compton arrive de l'est. Il rencontre Lahoma et tombe amoureux d'elle, mais il est rejeté par Brick. En visite à Kansas City, Lahoma entend Kimball en train de comploter pour tuer Brick, et elle fait échouer son plan. Démasqué, Kimball tire sur Brick, mais est tué par Brick qui a réussi à tirer dans un dernier souffle. Will retrouve Lahoma et ils se marient.

## Fiche technique
- Titre original : Lahoma
- Réalisation : Edgar Lewis
- Scénario d'après le roman Lahoma de John Breckenridge Ellis
- Photographie : Edward C. Earle
- Production : Edgar Lewis
- Société de production : Edgar Lewis Productions
- Société de distribution : Pathé Exchange
- Pays d'origine :  États-Unis
- Langue originale : anglais
- Format : noir et blanc — 35 mm — 1,37:1 — Film muet
- Genre : Western
- Durée : 7 bobines - 2100 m
- Dates de sortie :  États-Unis : 29 août 1920
- Licence : domaine public

## Distribution
- Peaches Jackson : Lahoma, enfant
- Louise Burnham : Lahoma
- Wade Boteler : Henry Gledware
- Lurline Lyons : Mme Gledware
- Jack Perrin : Will Compton
- Russell Simpson : « Brick » Willock
- F. B. Phillips : Bill Atkins
- Will Jefferies : Red Feather
- Yvette Mitchell : Red Fawn
- H. M. Lindley : Red Kimball
- John Carlyle : Kansas Kimball